# チャールズ・ヴェレカー (第2代ゴート子爵)

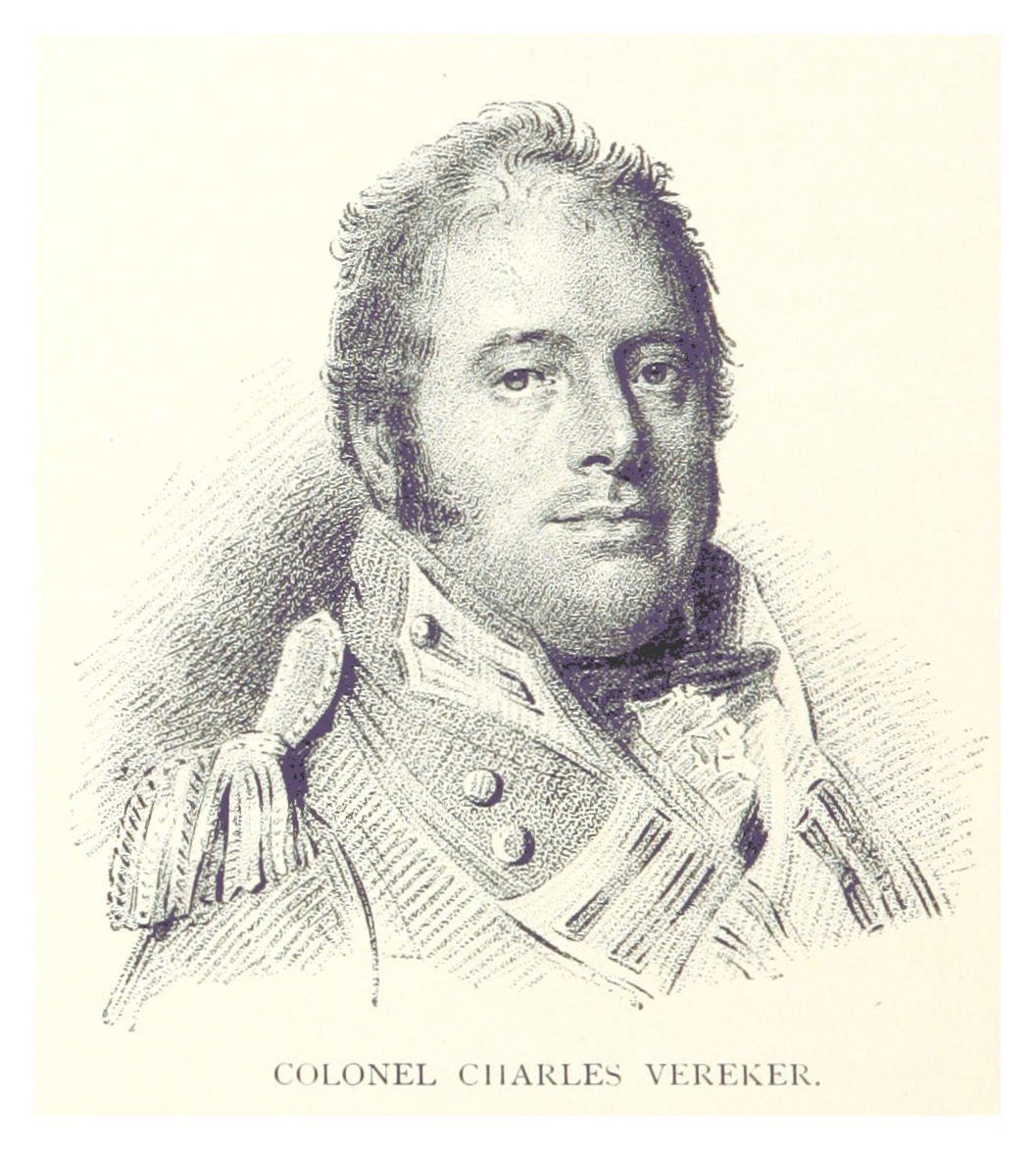
第2代ゴート子爵

第2代ゴート子爵チャールズ・ヴェレカー（英語: Charles Vereker, 2nd Viscount Gort PC PC (Ire)、1768年 – 1842年11月11日）は、アイルランド王国出身の政治家、貴族、軍人。アイルランド庶民院議員（在任：1794年 – 1800年）、連合王国庶民院議員（在任：1802年 – 1817年）、アイルランド貴族代表議員（在任：1823年 – 1842年）を歴任した。1798年アイルランド反乱におけるコルーニーの戦いで優勢のフランス軍に対し果敢に戦い、重傷を負ったことで知られる。

## 生涯

### 出生
トマス・ヴェレカー（Thomas Vereker、1801年11月16日没）と妻ジュリアナ（Juliana、旧姓スミス（Smyth）、1811年7月13日没、チャールズ・スミスの娘、初代ゴート子爵ジョン・プレンダーガスト＝スミスの姉）の次男（長男ヘンリーは1792年3月26日に決闘で死去）として、1768年に生まれた。

### 軍歴
1782年に海軍士官候補生になり、第4代ハウ子爵リチャード・ハウの配下として戦列艦「アレグザンダー」に配属された。同年10月のジブラルタル救援で勇気をハウ子爵に称えられたが、のちに海軍から引退した。1785年8月17日、エンサイン（歩兵少尉）として第1歩兵連隊に入隊した。1793年、リムリック市民兵隊副隊長に任命された。
1798年アイルランド反乱が勃発すると、リムリック市民兵隊はスライゴ県に派遣され、ヴェレカーは正規軍、民兵、ヨーマンリー連隊の混成軍を率いてスライゴ県を守備した。ジャン・ジョセフ・アマブル・アンベール率いるフランス軍はメイヨー県キラーラから進軍して、カスルバーの戦いに勝利すると、アルスターにいる反乱軍と合流すべくスライゴ県に進軍、9月5日朝にスライゴから5マイル (8.0 km)のところにあるコルーニーに到着した。フランス軍が1,600人だったのに対し、ヴェレカーの軍勢は300人しかなく、ヴェレカーは会戦に挑まないよう命令を受けた。しかし、ヴェレカーはコルーニーに到着した軍勢がフランス軍全軍ではないと考えて戦いに挑み、両軍は2時間近くにわたるコルーニーの戦いで戦った。ヴェレカーはフランス軍の不意を突いたが、高地を占領されたため、スライゴへの撤退を余儀なくされ、ヴェレカー自身も重傷を受けた。続いてスライゴの守備軍をドニゴール県バリーシャノンに撤退させたが、フランス軍はヴェレカーが会戦に挑んだことから、背後にイギリス軍本軍が待ち構えていると判断してスライゴに入城せず、南東のリートリム県に転進、スライゴ占領の危機は去った。
戦後、アイルランド総督の初代コーンウォリス侯爵チャールズ・コーンウォリスはフランス軍に挑むという行動を軽率だと批判したが、コルーニーを頑強に守備したことを称える声もあり、中にはテルモピュライの戦いにおけるスパルタ軍と比肩するという誇張した賛辞もあった。ダブリン市はヴェレカーに名誉市民権を与え、リムリック市は民兵隊を称えてメダルを作り、さらにコルーニーの戦いを記念して街路にコルーニーの名称が使われた（ただし、コルーニー・ストリートはのちに反乱の指導者ウルフ・トーンを記念してウルフ・トーン・ストリートに改名された）。

### アイルランド庶民院議員
1794年から1800年までリムリック・シティ選挙区の代表としてアイルランド庶民院議員を務めた。アイルランド庶民院ではグレートブリテン王国との合同法に激しく反対して、合同法に関する議論に常に参加した。1799年にはカースルレー子爵ロバート・ステュアートからの打診に対し「自身の血をもって母国を守った以上、国王からの贈り物は私に国を裏切るよう票を投じさせることができない」（I have defended my country with my blood, and there is nothing in the gift of the Crown that would tempt me to betray her by my vote.）と断じている。合同への反対により、民兵隊での軍職を解かれた。
合同法が1800年に可決された後、ヴェレカーはアイルランド庶民院でこれまで常に合同に反対したものの、法案が成立した後は合同への反対論に抵抗すると宣言して名声を得て、同様の宣言を行う議員が続出した。

### 連合王国庶民院議員
合同に伴い連合王国議会が成立すると、引き続き連合王国庶民院議員として議会に残る人物はくじ引きで選ばれたが、ヴェレカーはくじ引きで敗れ、ヘンリー・ディーン・グレイディが選出された。1802年イギリス総選挙でリムリック・シティ選挙区から出馬して、無投票で当選して議員に復帰した。その後、1806年イギリス総選挙と1807年イギリス総選挙で再選した。
連合王国庶民院ではトーリー党に属したが、独自性の強い議員だった。アディントン内閣（1801年 – 1804年）はヴェレカーが合同法への反対により失ったパトロネージを一部復帰させることでヴェレカーの支持を取り付けようとしたが、ヴェレカーはすべて復帰させることを要求し、自身が「常に断固とした友か、決然とした敵のどちらか」（always a firm friend or a decided enemy）であると宣言した。1803年6月に政府を支持して投票した後、アイルランド主席政務官ウィリアム・ウィッカムはヴェレカーを代表して、ヴェレカー家の紋章にリムリック市民兵隊の旗をサポーターとして追加、並びに「コルーニー」をヴェレカー家のモットーとして採用することを申請、8月に許可された。しかし、ヴェレカーは1804年初の一連のアイルランド民兵関連法案で政府に反対した。
第2次小ピット内閣（1804年 – 1806年）期では1804年5月にリムリック県総督への就任を求め、内閣は拒否したが、代わりに次期リムリック城守になると約束、ヴェレカーは同年6月に議会で政府を支持した。しかし、現職のリムリック城守ウィリアム・コケイン閣下（Hon. William Cockayne、1756年4月16日 – 1809年10月8日、第5代カレン子爵チャールズ・コケインの息子）が辞任しようとせず、ヴェレカーは1805年12月に業を煮やして、アイルランド主席政務官の初代準男爵サー・エヴァン・ネピアンに手紙を書いて催促した。後任の内閣である挙国人材内閣には1806年3月に再度申請したが、合同反対、反カトリック、第2次小ピット内閣を支持した、といった不利な要因が重なって内閣に無視された。同年5月にヴェレカーが内閣に決定を下すよう求めると、首相の初代グレンヴィル男爵ウィリアム・グレンヴィルはこのときにはヴェレカーが政府を支持していると考えて、アイルランド総督の第6代ベッドフォード公爵ジョン・ラッセルにヴェレカーの要求を満足させるよう求めたが、6月にアイルランド財務大臣の初代準男爵サー・ジョン・ニューポートが提出したアイルランドにおける選挙改革法案に対しヴェレカーが激しく反対したことで実現せず、8月にはグレンヴィルもヴェレカーの要求を満足させることを諦めた。
第2次ポートランド公爵内閣（1807年 – 1809年）期では1807年3月と4月の2度にかけて政府を支持した。内閣はリムリック城守の職をすぐにヴェレカーに与えられなかったが、代わりに5月にヴェレカーをアイルランド下級大蔵卿（Lord of the Treasury）に任命、1808年にヴェレカーがアイルランド枢密院の枢密顧問官への任命を求めたときもそれを受け容れ、ヴェレカーは1809年1月17日に枢密顧問官に任命された。同年11月にはついにリムリック城守に任命され、1842年まで務めた。
ヴェレカーは続いて母の弟にあたるジョン・プレンダーガスト＝スミスの叙爵申請を推し進めた。政府はヴェレカーの議会における支持を称えたが、子爵位ではなく男爵位しか与えられないと堅持し、また賞与を与えすぎないよう、ヴェレカーへの特別残余権（special remainder）を付与する場合はヴェレカーが下級大蔵卿を辞任しなければならないとの条件を出した。そして、1810年5月にプレンダーガスト＝スミスが男爵に叙されると、ヴェレカーは下級大蔵卿を辞任した。以降は概ね政府を支持して、閑職改革に反対（1810年5月）、選挙法改正に反対（1810年5月）、カトリック解放に反対（1810年6月、1812年6月、1813年3月、1813年5月、1817年5月）した。
1812年イギリス総選挙ではグレントワース卿ヘンリー・ハートストング・ペリーが対立候補として立てられたが、プレンダーガスト＝スミスがリムリック市の地方自治体（corporation）を掌握しており、自由市民（freeman）の票ではヴェレカー124票、グレントワース12票でヴェレカーが圧勝した（すべての票の合計はヴェレカー139票、グレントワース27票）。議会では今度はプレンダーガスト＝スミスの子爵への昇叙を求め、政府が1815年8月に昇叙を許可、1816年1月にプレンダーガスト＝スミスが子爵に叙された。その直後に議会への登院を条件にプレンダーガスト＝スミスの伯爵への叙爵を求めた結果、アイルランド総督の初代ウィットワース伯爵チャールズ・ウィットワースを怒らせた。

### 爵位継承以降
1817年5月23日に叔父にあたる初代ゴート子爵が死去すると、ゴート子爵位の特別残余権（special remainder）に基づき爵位を継承した。プレンダーガスト＝スミスは自身が未婚だったこともあり、ヴェレカーによる爵位継承を見越して、予めヴェレカーに不動産を贈与していた。
1823年にアイルランド貴族代表議員に選出され、1842年に死去するまで務めた。晩年はカトリック解放に対する態度を変え、1829年ローマ・カトリック信徒救済法に賛成票を投じた。第1回選挙法改正の第2次法案（1831年10月）には反対票を投じた。
1834年9月3日、連合王国枢密院の枢密顧問官に任命された。
1842年11月11日にダブリンの自宅で死去、息子ジョン・プレンダーガストが爵位を継承した。

## 家族
1789年11月7日、ジェーン・スタマー（Jane Stamer、1798年2月19日没、ラルフ・ウェストロップの娘、ウィリアム・スタマーの未亡人）と結婚、1男3女をもうけた。
- ジョン・プレンダーガスト（1790年7月1日 – 1865年10月20日） - 第3代ゴート子爵[1]
- ジュリア（1791年[13] – 1866年2月14日） - 1819年8月31日、トマス・ホワイト大佐（Thomas White）と結婚[3]
- ジェーン - 早世[3]
- ジョージナ（Georgina、1847年5月1日没[13]） - 1817年8月2日、ジョン・フェリア・ハミルトン大佐（John Ferrier Hamilton）と結婚[3]

1810年3月5日、エリザベス・パリザー（Elizabeth Palliser、1858年4月2日没、ジョン・パリザーの娘）と再婚、1男1女をもうけた。
- エリザベス - 夭折[13]
- チャールズ・スミス（1818年4月21日 – 1885年5月12日） - 1842年5月10日、ケイト・ファニン（Kate Fannin、1905年6月19日没、ロバート・ファニンの娘）と結婚、子供なし[3]